# حقوق کودکان در ایران
حقوق کودکان در ایران با مسائلی درگیر است مانند کار کودکان، مجازات و اعدام کودکان (پایین بودن سن مسئولیت کیفری در قوانین ایران)، ازدواج قانونی کودکان، استفاده از کودکان در نظامی‌گری.
از نکات مثبت حقوق کودکان در ایران این است که بر اساس قانون اساسی ایران، آموزش و پرورش برای همهٔ کودکان و نوجوانان ایرانی، تا دورهٔ متوسطه رایگان است و دولت وظیفه دارد امکان تحصیل را برای همگان از طریق وزارت آموزش و پرورش، فراهم سازد.
همچنین ایران از سال ۱۳۷۳ به پیمان‌نامه حقوق کودک پیوسته‌است
اما تعدادی از قوانین ایران هنوز با این پیمان‌نامه مغایرت دارند.

## آمار
در سال ۱۳۹۲ بیش از ۲۴۰۰ مورد تنبیه کودکان به انجمن حمایت از حقوق کودکان ایران گزارش شده‌است. انجمن حمایت از حقوق کودکان که خط مشاوره تلفنی «صدای یارا» را اداره می‌کند، می‌گوید ۵۵ درصد کودکان، تنبیه روانی و عاطفی شده‌اند و ۴۵ درصد دیگر مورد تنبیه بدنی قرار گرفته‌اند. بر اساس آماری که شیرین صدر نوری، مددکار انجمن حمایت از حقوق کودکان به خبرگزاری ایسنا اعلام کرده، ۹۳ درصد کسانی سال ۹۲ تماس گرفته‌اند، مادران کودکان بوده‌اند. سه درصد، خود کودکان تماس گرفته‌اند و دو درصد تماس‌ها از سوی پدران بوده‌است.

## کار کودکان
کار کودکان پیامدهای بدی برای این کودکان که به «کودکان کار» معروف هستند دارد. در ایران کودکان کار وجود دارند اما آمار دقیقی از تعداد آنها در دست نیست. با این حال تعداد این کودکان به دلایل گوناگون در حال افزایش است. تعداد کودکان کار در تهران بیش از ۲۰ هزار نفر است. سازمان جهانی کار در سال ۱۹۹۵ تخمین زد بیش از ۷۱/۴ درصد از کودکان ایرانی بین ۱۰تا ۱۴ سال از لحاظ اقتصادی فعال بوده‌اند. در سرشماری رسمی ایران سال ۱۳۷۵ اعلام شد بیش از ۴ درصد جمعیت شاغل ایران بین ۱۰ تا ۱۴ سال داشتند. در این آمار جمعیت شاغل ایران ۵/۱۴ میلیون نفر ذکر شده‌است بنابراین تعداد کودکان کار ۱۰ تا ۱۴ ساله، که ۴ درصد آن هستند در حدود ۶۰۰ هزار نفر است. در سال ۱۳۷۵ حدود ۳۸۰ هزار کودک در سن ۱۰ تا ۱۴ سال در ایران کار ثابت داشته‌است.

همچنین کودکان بسیاری در شهرها به دست‌فروشی مشغولند. والدین تعداد زیادی از این کودکان معتاد به مواد مخدر هستند. بسیاری از این کودکان مورد کودک آزاری و سوءاستفاده جنسی قرار می‌گیرند.

### زباله گردی کودکان
با توجه به آماری که توسط مقامات ایران در تاریخ ۲۲ خرداد ۱۳۹۸ منتشر شد، تنها در تهران ۱۴ هزار زباله‌گرد وجود دارد که یک سوم آنها یعنی ۴ هزار و ۷۰۰ نفر کودک هستند. از سوی دیگر مونیکا نادی، عضو انجمن حمایت از حقوق کودکان، روز چهارشنبه ۱۹ شهریور ۱۳۹۹، با اشاره به این که کودکان کار در حاشیه شهرها در مکان‌های مملو از زباله به نام «گود» زندگی و زباله‌گردی می‌کنند، گفت: «کودکان زباله‌گرد به گودها می‌روند و در آن‌جا در شرایط بسیار سخت و عجیبی هم زندگی و هم زباله‌گردی می‌کنند.»

همچنین روزنامه همشهری در ۲۶ مرداد ۱۳۹۹، در گزارشی درباره پدیده زباله گردی کودکان در شهر تهران نوشت «تهران ۴هزار و ۷۰۰ کودک زباله‌گرد دارد که تقریباً نیمی از آنان نان‌آور خانه هستند» و درآمد هر زباله گرد خرد ۵۰ هزار تومان در روز و در مناطق شمالی تا ۸۰ هزار تومان هم می‌رسد. در ادامه این گزارش آمده که:
«زباله‌گردی در هر منطقه قیمت خودش را دارد. درواقع هر منطقه یک پیمانکار دارد و بررسی‌ها نشان داده که معمولاً پیمانکار هر ۵ تا ۶ خیابان را به یک گروه واگذار می‌کند و معمولاً از ۳تا ۵میلیون تومان از این زباله گردها می‌گیرد و به آنها کارتی می‌دهد که نشان مالکیت آنان بر خیابان‌هاست.»
از جمله پیامدها و آسیب های زباله‌گردی کودکان می‌توان به تجربۀ خشونت ازسوی ناظران کارفرما و بازرسان شهرداری، ساعات کار طولانی و خستگی مفرط، کار در سرما و گرما، پیاده‌روی طولانی به همراه حمل بار سنگین، تفکیک زباله‌ها از داخل سطل‌های زباله و زباله‌های تر، بوی بسیار بد و مشمئزکنندۀ زباله‌ها و سطل‌ها، امکان زخمی شدن به هنگام جمع‌آوری زباله، کار دور از خانواده و وطن، ناامن و کثیف بودن محل اسکان، تخریب مکرر محل اسکان ازسوی شهرداری و دستگاه قضائی، نگاه ترحم‌آمیز شهروندان و شکل‌گیری احساسات منفی در کودکان، درگیری با سایر زباله‌گردها و بی‌خانمان‌ها، عدم دسترسی به امکانات مناسب رفاهی و بهداشتی مانند دستشویی و حمام مناسب در محل اسکان، نداشتن ابزار و لباس کار مناسب، زندگی با بزرگسالان، اشاره کرد.

## ازدواج کودکان
ازدواج کودکان نوعی ازدواج رسمی یا غیررسمی است که که در آن فرد پیش از رسیدن به ۱۸ سالگی وارد پیمان زناشویی می‌شود. با نگاه به سنت فرهنگی و قوانین حقوقی ایران می‌توان مفاهیم مرتبط با مقوله ازدواج کودکان را در آن یافت. در ماده ۱۰۴۱ قانون مدنی ایران در رابطه با حداقل سن ازدواج شهروندان اشاره می‌شود که: «عقد نکاح دختر قبل از رسیدن به سن ۱۳ سال تمام شمسی و پسر قبل از رسیدن به سن ۱۵ سال تمام شمسی منوط است به اذن ولی به شرط مصلحت با تشخیص دادگاه صالح». ماده قانونی که ازدواج افراد در سنین کودکی را با رعایت بعضی شرایط، قابل انجام شدن می‌داند. تا پیش از وقوع انقلاب اسلامی و تغییر در قوانین کشور، با توجه به قانون حمایت  از خانواده مصوب سال ۱۳۵۴، ازدواج پسران زیر ۱۸ سال و دختران زیر ۱۵ سال ممنوع بود. البته در شرایط خاص و با ارائه گواهی دادگاه، دختران از ۱۳ سالگی و پسران از ۱۵ سالگی می‌توانستند ازدواج کنند.
آمارهای سال ۱۳۸۹ نشان می‌دهد در این سال ۴۳٬۴۵۷ مورد ازدواج کودکان زیر ۱۵ سال به‌طور رسمی به ثبت رسیده‌است.
۹۰ درصد این آمار مربوط به دختران است. اما تحقیقات نشان می‌دهد تعداد ازدواج کودکان محدود به آمار ثبت شده نیست زیرا در روستاها کودکان متعه (صیغه) می‌شوند و سال‌ها بدون ثبت رسمیِ ازدواج زندگی می‌کنند.
همچنین بر اساس آمار سال ۱۳۸۹، تعداد ۳۷۰۰۰ کودک ۱۰ تا ۱۸ ساله طلاق گرفته یا بیوه بوده‌اند. در هر سال ۸۰۰ دختر ۱۰ تا ۱۴ سال و ۱۵ هزار دختر ۱۵ تا ۱۹ سال در ایران طلاق گرفته‌اند. طبق آمار ثبت شده در سازمان ثبت احوال کشور بر اساس آمار ۹ ماه اول سازمان ثبت‌ احوال ایران ‌در سال ۹۴ بیش از پنج ‌درصد زنانی که در این مدت ازدواج کرده‌اند کم‌تر از ۱۵‌سال سن داشته‌اند یعنی ۲۸۲۴۲ نفر. مطابق این آمار بیش از ۲۱۴ هزار ازدواج دختران ۱۵ - ۱۹ سال را نیز در این دوره از سال ثبت شده‌است. از جمله علل رواج مقوله کودک‌همسری در ایران را می‌توان به عواملی نظیر فقر، ضعف قوانین بازدارنده، آداب و رسوم فرهنگی، اعتقادات مذهبی، اختلاف طبقاتی، پایین بودن سطح تحصیلات، پدرسالاری و «ناموس‌پرستی» مردان نسبت داد.
در بیشتر موارد خانوادهٔ داماد به خانواده عروس که اغلب فقیر هستند پولی پرداخت می‌کنند. از پیامدهای ازدواج زودهنگام می‌توان به افزایش بی‌سوادی و کم‌سوادی در میان دختران و پسران، چندزنی، پدیده فرار از خانه و همسرکشی اشاره کرد.

## مجازات و اعدام کودکان
در قوانین ایران «سن مسئولیت کیفری» تعریف نشده‌است و قاضی‌ها با برداشت خود از فقه و مادهٔ ۱۲۱۰ قانون مدنی، دختران بالای ۹ سال قمری و پسران بالای ۱۵ سال قمری را بالغ دانسته و برایشان مانند بزرگسالان حکم صادر می‌کنند. بر اساس مادهٔ ۴۹ قانون مجازات اسلامی، طفل کسی است که به حد «بلوغ شرعی» نرسیده باشد. مواردی از اعدام کودکان یا اعدام افرادی که جرمی را پیش از ۱۸ سالگی مرتکب شدند دیده می‌شود، مانند دلارا دارابی و بهنود شجاعی.
گفته می‌شود در «قانون جدید مجازات اسلامی» مبنای جدیدی برای تعیین سن مسئولیت کیفری برای مجازات قصاص و حد وجود خواهد داشت و دیگر سن مسئولیت کیفری سن مطلقی (دختران ۹ و پسران ۱۵ سالگی) نخواهد بود و در هر مورد از نظرات یک کارشناس برای تشخیص سن مسئولیت کیفری استفاده خواهد شد. همچنین پزشکی قانونی به تشخیص بلوغ واقعی متهم رسیدگی خواهد کرد.

## کودک‌آزاری و خشونت علیه کودکان
از آنجا که پدر و جد پدری، ولی و به نوعی صاحب کودک شمرده می‌شود، قوانین ایران دربارهٔ کودک آزاری و خشونت خانوادگی علیه کودکان دچار مشکل هستند. همچنین قوانین خاصی برای پیشگیری از کودک‌آزاری در ایران وجود ندارد و خشونت علیه کودکان جزو موارد عمومی است.
بر اساس ماده ۲۲ قانون جزای اسلامی، اگر پدر یا جد پدری فرزند خود را بکشد قصاص نمی‌شود و تنها به پرداخت دیه و تعزیر محکوم می‌شود اما در شرایط مشابه مادر به قصاص محکوم خواهد شد.
تا پیش از سال ۱۳۸۱، کودک‌آزاری از جرایم خصوصی شناخته می‌شد و فقط پدر که ولی کودک است، به مثابه مالک کودک حق داشت در صورت رخ دادن کودک‌آزاری شکایت کند. در سال ۸۱ طرحی ۱۲ ماده‌ای به پیشنهاد انجمن حمایت از حقوق کودکان به مجلس ارائه شد و با پیگیری کمیسیون بهداشت مجلس تصویب شد که بر اساس آن کودک آزاری از مصادیق جرایم عمومی قرار گرفت و اعلام جرم علیه مرتکبین کودک‌آزاری ممکن شد. با این حال، به گفته مسئول انجمن حمایت از حقوق کودکان، پدر از شمول این قانون مستثنی شده و در صورت آزار کودک از سوی پدرش، نمی‌توان شکایتی علیه او مطرح کرد. در حالی که آمار نشان می‌دهد بیشتر موارد کودک‌آزاری در خانواده را پدران انجام می‌دهند. همچنین طبق قانون مدنی تنبیه کودک اگر برای تربیت وی و به اندازه انجام شود مجاز است. این در حالی‌ست که حدود این «اندازه» مشخص نشده‌است.

### آمارها
روزنامه همشهری در شماره روز دوازدهم خردادماه ۱۳۹۳، خبر داد که «ناظم مدرسه‌ای که متهم است چند نفر از دانش‌آموزان یک مدرسه پسرانه ابتدایی در غرب تهران را مورد آزار و اذیت قرار داده‌است در شعبه ۷۹ دادگاه کیفری استان تهران به‌صورت غیرعلنی در حال محاکمه است.»
به نوشته روزنامه همشهری، این مرد ۳۳ ساله که از پنج سال پیش، ناظم دبستانی در شهرک دانشگاه تهران بوده، در ۱۹ اردیبهشت ماه امسال با شکایت پدر و مادر دانش آموزان بازداشت شده و در ابتدا به تجاوز به دو دانش آموز پسر متهم شده بود. اما پزشکی قانونی در همان زمان اعلام کرد که شش دانش آموز این دبستان پسرانه مورد تجاوز جنسی قرار گرفته‌اند. این پرونده در نهم تیرماه با شکایت شاکیان تازه‌وارد مرحله ای تازه شد.

## استفاده نظامی از کودکان

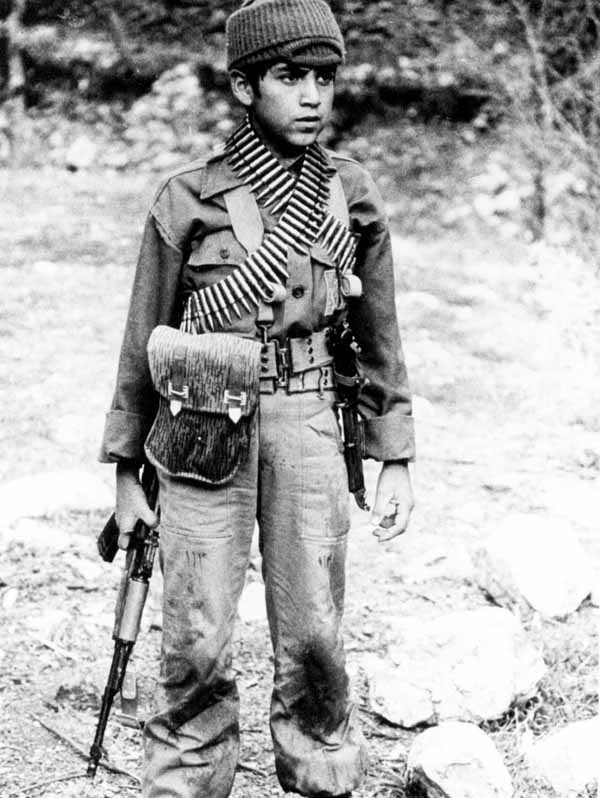
کودک-سرباز در جنگ ایران و عراق در جبهه‌های ایران

استفاده نظامی از کودکان به سه شکل می‌باشد: اولین شکل آن به‌کارگیری کودکان به عنوان کودک-سرباز در جنگ است، دومین صورت آن استفاده در فعالیتهای حمایت از جنگ مانند نگهبانی، جاسوسی و بردگی جنسی می‌باشد. سومین شکل آن نیز استفاده از کودکان برای پروپاگاندا در جنگ می‌باشد. بر اساس ماده ۳۸ کنوانسیون حقوق کودک، گروه‌های سیاسی نباید از افراد زیر پانزده سال درجنگ استفاده کنند. ماده ۴ «پروتکل اختیاری شرکت کودکان در جنگ» از طرفین درگیری‌ها می‌خواهد که به افراد زیر هیجده سال اجازه شرکت در جنگ داده نشود و سربازگیری اجباری در مورد این افراد نیز ممنوع می‌باشد.
به گزارش ائتلاف برای توقف سربازی کودکان، تعداد کودکان سرباز در ایران مشخص نیست اما نیروی مقاومت بسیج از افراد داوطلب زیر هیجده سال در طول جنگ ایران و عراق استفاده می‌کرد. این سازمان همچنان از افراد زیر هجده سال به صورت داوطلب استفاده می‌کند.

## آموزش
بر اساس قانون اساسی ایران، آموزش و پرورش برای همهٔ کودکان و نوجوانان ایرانی تا دورهٔ متوسطه رایگان است و دولت وظیفه دارد امکان تحصیل را برای همگان از طریق وزارت آموزش و پرورش فراهم سازد.
اما تعداد زیادی از کودکان ایرانی به دلیل فقر تحصیل را رها می‌کنند. از سوی دیگر، به ارث نرسیدن تابعیت از مادر سبب عدم ثبت هویت و بی‌شناسنامه بودن کودکانی شده‌است که پدر خارجی مثلاً افغان و مادر ایرانی دارند. این کودکان بدون شناسنامه نمی‌توانند در هیچ مدرسه‌ای ثبت نام و تحصیل کنند.

## کودکان مهاجر و پناهنده
به ارث نرسیدن تابعیت از مادر سبب عدم ثبت هویت و بی‌شناسنامه بودن کودکانی شده‌است که پدر خارجی مثلاً افغان و مادر ایرانی دارند. نداشتن شناسنامه و عدم ثبت هویت مشکلات عمده‌ای دارد؛ مثلاً آنها نمی‌توانند در هیچ مدرسه‌ای ثبت نام و تحصیل کنند.

## سازمان‌های حقوق کودکان
دفتر یونیسف در تهران فعال است و در ۱۲ شهرستان در استان‌های هرمزگان، سیستان و بلوچستان و آذربایجان غربی نیز دفتر دارد.
برخی از سازمان‌های غیردولتی (NGO) حقوق کودکان در ایران عبارتند از:جمعیت امام علی، شبکه یاری کودکان کار و خیابان، جمعیت دفاع از کودکان کار و خیابان، انجمن حمایت از حقوق کودکان

## نقض حقوق کودکان
طبق گفته شاهدان و اسناد به‌دست آمده، طی اعدام دسته‌جمعی زندانیان سیاسی ایران در تابستان ۱۳۶۷، مسئولین اعدام در فرایند نقض حقوق کودکان، در مقابل کودکان زیر ۱۴ سال، اعضای خانواده‌شان را تیرباران و اعدام می‌کردند. کودکان و نوزادان را همراه با خانواده خود، در سلول‌های انفرادی حبس می‌کردند. همچنین شواهد و شاهدان نشان می‌دهند که ده‌ها کودک زیر ۱۸ سال که اکثر آن‌ها دختر بودند، اعدام شدند.